# Heretsried
Heretsried är en kommun och ort i Landkreis Augsburg i Regierungsbezirk Schwaben i förbundslandet Bayern i Tyskland.
Kommunen ingår i kommunalförbundet Welden tillsammans med köpingen Welden och kommunerna Bonstetten och Emersacker.